# Distrito de Kota
Kota (en hindi: कोटा) es un distrito de la India en el estado de Rajastán. Código ISO: IN.RJ.KO.
Comprende una superficie de 5 446 km².
El centro administrativo es la ciudad de Kota.

## Demografía
Según censo 2011 contaba con una población total de 1 950 491 habitantes, de los cuales 927 338 eran mujeres y 1 023 153 varones.